# Neste

Nestes logo fram till april 2015.

Neste Abp (tidigare Neste Oil Abp) är ett delvis statsägt finländskt petroleumbolag, som är noterat på Helsingforsbörsen.
Neste grundades 1948 som ett helt statligt oljebolag, för att säkerställa tillgång på bränsle. Detta innebar bland annat att uppföra och driva raffinaderier. Företaget hade ett monopol på vissa oljeverksamheter till 1990-talet. På 1970-talet startade Neste petrokemisk produktion, plasttillverkning och började med naturgasverksamhet. År 1994 övergick plastverksamheten till det nygrundade Borealis, som startats gemensamt med norska Statoil. År 1998 gick Neste ihop med Imatran Voima och bildade Fortum. År 2005 överfördes Fortums oljedivision till det återbildade Neste Oil. Kemidivisionerna såldes av till andra företag, vilket gjorde Neste Oil till ett renodlat oljebolag. Finländska staten äger 50,1% av aktierna i företaget.
Neste tillverkar en biodiesel baserad på hydrerad vegetabilisk olja, lanseras under namnet Neste MY. Denna typ av produkt har möjligheten att sänka växthusgasutsläpp från dieselmotorer. Drivmedlet är kompatibelt med dieselmotorer och befintlig infrastruktur för distribution av dieselbränsle.